# Богдановка (Радищевский район)
Богдановка — деревня в Радищевском районе Ульяновской области России. Входит в состав Радищевского городского поселения.

## Название
Называлось Гуляй Поле и Безобразовка

## География
Находится на берегах реки Терешка, на расстоянии менее 3 километров по прямой на северо-запад от районного центра поселка Радищево (в XIX веке — волостного правления села Дворянская Терешка).
Осевая улица — Лесная.

## История
Основана до 1927 года переселенцами из татарского села Ахметлея Николаевского района.
До упразднения уездно-губернского деления входила в состав Саратовской губернии: сначала в Дворянско-Терешанской волости Хвалынского уезда (до 12.11.1923) и затем в Чаушинской волости
[Чеушинский, Чаушский] Вольского уезда.

## Население
| 2010 |
| ---- |
| 8    |

Население составляло 51 человек в 2002 году (татары 80 %), 8 по переписи 2010 года.

## Инфраструктура
Личное подсобное хозяйство с зоной сельскохозяйственного использования, индивидуальная застройка усадебного типа.

## Транспорт
Деревня доступна автотранспортом.